# Учайкин, Дмитрий Викторович
Дмитрий Викторович Учайкин (Пустой шаблон {{ВД-Преамбула}} ) — российский хоккеист, нападающий.

## Биография
Воспитанник хабаровского хоккея. Дебютировал в команде СКА Хабаровск в сезоне 1995/96. В сезонах 1997/98 — 2000/01 играл за «Амур-2», с сезона 2000/01 начал выступать за «Амур». В сезоне 2008/09 провёл за команду два матча в КХЛ, после чего играл за клубы «Югра» Ханты-Мансийск и «Газовик» Тюмень (2008/09), «Ермак» Ангарск (2009/10 — 2010/11), «Ермак-2» (2010/11), «Иртыш» Павлодар (Казахстан, 2011/12 — 2012/13).
27 марта 2013 года по ходу домашнего матча «Иртыша» в полуфинале плей-офф против «Арыстана» попал под силовой приём Донатаса Кумеляускаса, но продолжил играть. Ночью Учайкину стало хуже, и он был госпитализирован с подозрением на острое нарушение мозгового кровообращения в инсультный центр городской больницы № 1. Больше трёх суток находился в тяжелом состоянии и в ночь с 30 на 31 марта скончался, не придя в сознание из-за инсульта. Хоккейные специалисты позже заявили, что удар, пропущенный Учайкиным, был нанесен в рамках правил. По решению «Иртыша» номер 17, под которым выступал Учайкин, навсегда был закреплён за ним.
В память о 19 номере, под которым играл Учайкин в «Амуре», в Хабаровске проходит ежегодный хоккейный турнир.